# Onthophagus suffusus
Onthophagus suffusus är en skalbaggsart som beskrevs av Johann Christoph Friedrich Klug 1855. Onthophagus suffusus ingår i släktet Onthophagus och familjen bladhorningar. Inga underarter finns listade i Catalogue of Life.